# Diplodasys platydasyoides
Diplodasys platydasyoides is een buikharige uit de familie Thaumastodermatidae. Het dier komt uit het geslacht Diplodasys. Diplodasys platydasyoides werd in 1927 voor het eerst wetenschappelijk beschreven door Remane. 